# じゃがたらお春
じゃがたらお春（じゃがたらおはる、1625年ごろ - 1697年）あるいはジェロニマは、江戸時代初期に長崎に在住し、後にバタヴィア（ジャカルタ）へと追放されたイタリア人と日本人の混血女性。偽作「じゃがたら文」は、彼女がジャカルタから日本へと宛てたとされる手紙を装って書かれた偽書である。

## 生涯
ポルトガル商船の航海士であったイタリア人・ニコラス・マリンと、長崎の貿易商の子女・マリア（洗礼名。日本名不明）との間に生まれる。筑後町の親類宅に住み、容姿端麗、読み書きにも長けていたとされる。寛永16年（1639年）6月に発布された第五次鎖国令により、同年10月、長崎に在住していた紅毛人とその家族がバタヴィアへ追放された際、母・マリア、姉・お万と共に14歳（または15歳）で離日した。オランダ側の記録では、お春は「ジェロニマ」、お万は「マダレナ」とされている。この時同じ便で日本を離れた者の中には、慶長5年（1600年）にウィリアム・アダムス（三浦按針）らと共に日本に漂着したメルキオール・ファン・サントフォールトもいた。
追放後の1646年11月29日、21歳のとき、オランダ人との混血男性でオランダ東インド会社の事務員補だった、平戸生まれのシモン・シモンセンと結婚。シモンは東インド会社で要職を歴任した後、貿易業を営んだ。お春はシモンとの間に三男四女（または四男三女）を儲け、1697年4月に72歳で死去したという記録が残されている。

## じゃがたら文

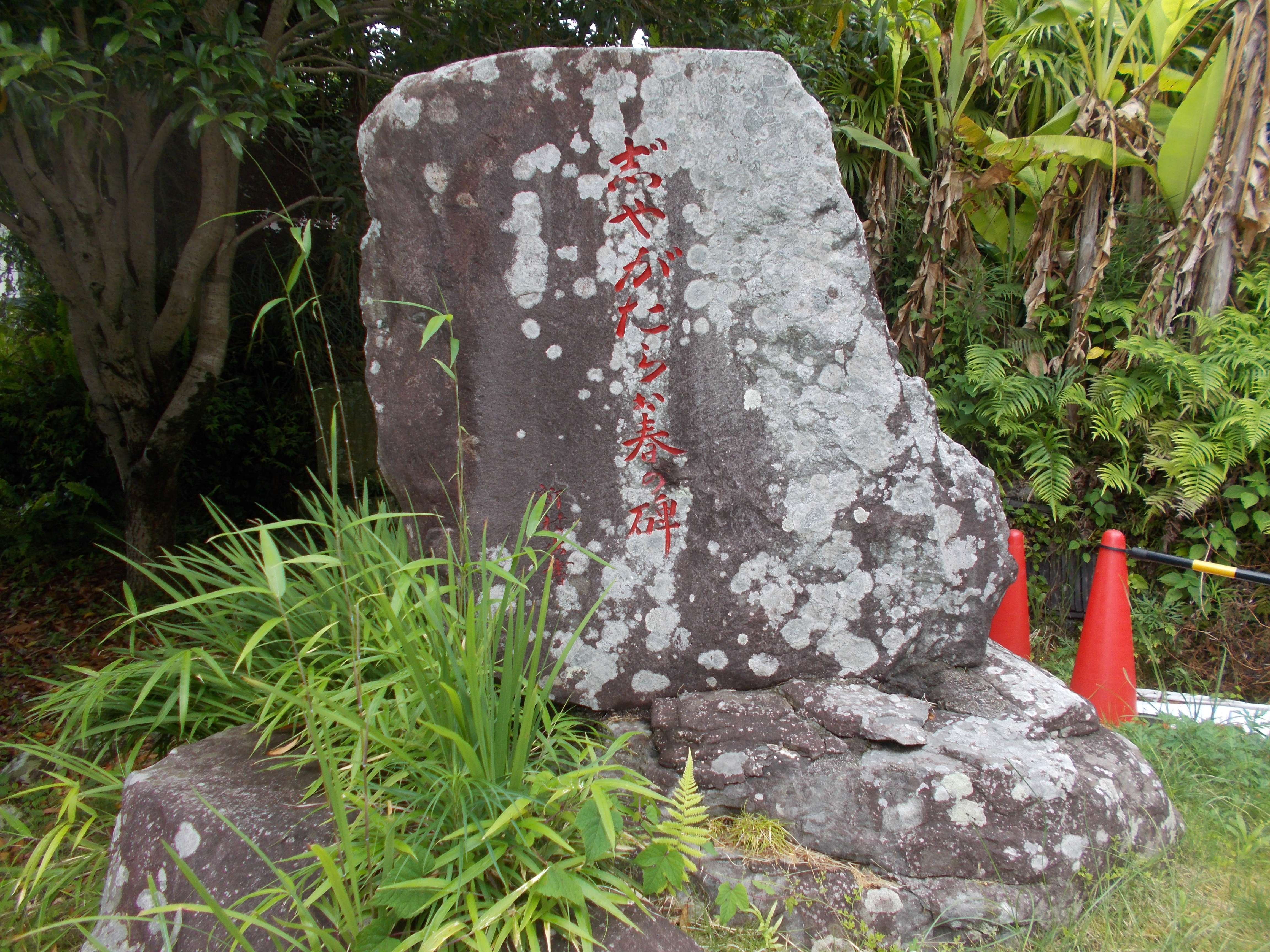
長崎市の聖福寺にある「じゃがたらお春の碑」

冒頭の通り、追放後にジャカルタから故郷の人々に宛てたとされる「じゃがたら文」によって知られる。「千はやふる、神無月とよ」で始まり「あら日本恋しや、ゆかしや、見たや、見たや」と結ばれたこの手紙は、お春の少女期から若年期のいずれかに書かれたものとされ、正徳4年（1714年）に 西川如見が著した『長崎夜話草』第一巻によって初めて紹介された。以来、募る望郷の念を少女とは思えぬ流麗な調子でしたためた名文として高く評価され、お春は江戸幕府により故郷と引き離された悲劇の少女として知られることとなった。明治時代に貴族院議員・竹越与三郎がじゃがたら文を評し「『じゃがたら姫』の『じゃがたら文』を読みて泣かざるは人に非ずと申すべし」と述べているほか、昭和14年（1939年）にはじゃがたら文を下敷きとして歌謡曲「長崎物語」も作られた。
しかし発表後間もなくより「偽作ではないか」との疑いもあり、蘭学者の大槻玄沢は「疑うべきもなき西川の偽文」と断じ、大槻の門弟であった山村才助も「人多くこれを偽作ならんかと疑うべし」としている。古詩を交えて書かれるなど、少女が書いたにしては文章が美麗過ぎ、また「じゃがたら文」と後年お春によって書かれたとされる手紙との差異も著しく、近年では偽作とほぼ結論づけられている。
ジャカルタ古文書館にお春の遺言書が保存されており、遺産の分配法などが示されているほか、富裕層の証である奴隷も所有していたことが明らかとなっており、「じゃがたら文」から想起された悲劇的な印象とは異なる生涯を送った記録が残されている。